# Oxyura australis
Oxyura australis là một loài chim trong họ Vịt.
Vịt trống và vịt mái trưởng thành có chiều dài đến 40 cm. Vịt trống có mỏ màu xanh lam đá phiến chuyển sang màu xanh lam sáng trong mùa sinh sản. Con trống có bộ lông màu hạt dẻ sậm trong mùa sinh sản, trở lại màu xám đen. Con mái giữ lại bộ lông đen với đầu màu nâu quanh năm. Loài vịt này là loài đặc hữu các vùng ôn đới của Úc, sống trong đất liền tự nhiên đất ngập nước và cả vùng đất ngập nước nhân tạo, như ao nước thải, với số lượng lớn. Nó có thể khó quan sát do tính chất cryptic của nó trong mùa sinh sản của nó qua mùa thu và mùa đông. Vịt trống thể hiện một nghi thức giao phối phức tạp. Vịt mỏ màu xanh là loài ăn tạp, với sở thích nhỏ là động vật không xương sống thủy sinh. BirdLife International  đã phân loại loài này là gần bị đe dọa. Các mối đe dọa chính bao gồm thoát nước của vùng đất ngập nước vĩnh viễn sâu hoặc suy thoái do cá được đưa vào, chăn thả gia súc ngoại vi, nhiễm mặn và hạ thấp nước ngầm.